# Schwandorf
Schwandorf er en by i den tyske delstat Bayern, i det sydlige Tyskland.
- Wikimedia Commons har flere filer relateret til Schwandorf